# Niğde (prowincja)
Prowincja Niğde (tur. Niğde ili) – prowincja  w środkowej Turcji w Anatolii Centralnej otoczona z trzech stron górami Taurus. Stolicą prowincji jest miasto Niğde.

## Dystrykty

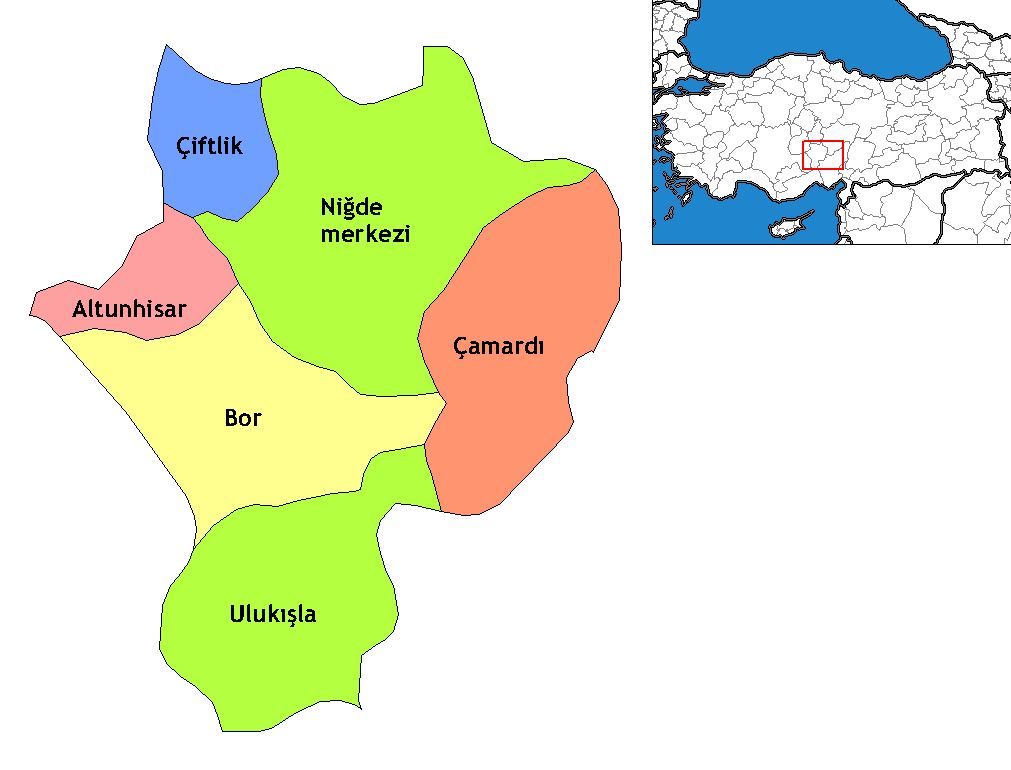
Dystrykty w prowincji Niğde

Prowincja Samsun dzieli się na sześć dystryktów:
- Altunhisar
- Bor
- Çamardi
- Çiftlik
- Niğde merkezi
- Ulukişla